# پنیرک‌سانان
پنیرک‌سانان راسته‌ای از دولپه‌ای‌ها است با ۹ تیره و حدود ۶۰۰۰ گونه.